# 衡东四方山森林公园
衡东四方山森林公园，位于湖南省衡阳市衡东县境内，为湖南省级森林公园。

## 沿革
森林公园原为四方山国有林场，于1998年由衡东县政府定为县级自然保护小区。
2002年，衡东县政府将衡东县国营苗圃武家山与四方山国有林场合并，辟为县级森林公园。
2006年1月，湖南省政府将其升格为省级森林公园。

## 景观
公园的岩景观颇为奇特，有狮子岩、滴水岩、龙凤岩、仙妃岩、玉壶岩等。

## 生态
衡东四方山森林公园里有国家保护珍稀动物：水鹿、穿山甲、小灵猫、豺、白鹇、虎蚊蛙、水獭、草鸮、短耳鸮等。珍稀树种有国家一级保护树种白玉兰，二级保护树种阔叶楠。

## 脚注
1. 1 2 3 4  . . 方志出版社. 2008年: 1253. ISBN 9787514412246.
2. 1 2  . 红网. 2010年11月3日. （原始内容存档于2017年2月13日）.